# Хафефобия
Хафефобия (още позната като афефобия, хафефобия, хафофобия, хапнофобия, хаптефобия, хаптофобия, тиксофобия) е рядка специфична фобия, която включва страх от докосване или от това да бъдеш докоснат. Тя е остро преувеличаване на нормални тенденции за защита на личното пространство, изразени като страх от заразяване или нападение и се разпростира дори до хора, които страдащият познава добре.
Понякога страхът е ограничен по-специално или главно до това да бъдеш докоснат от хора от противоположния пол. При жените това е често асоциирано със страх от сексуално нападение. „Доре“ съобщава, че много момчета, които са били жертва на сексуално насилие, се страхуват да бъдат докоснати, цитирайки една жертва, която описва чувството да бъдеш докоснат като нещо, което го „изгаря като огън“ и го кара да „замръзне“ или избухне.